# Pyhrn (Gemeinde Liezen)
Pyhrn ist eine 1.675,63 ha große Katastralgemeinde im Norden der Stadt Liezen in der Steiermark und hat 293 Einwohner (2001). Im Ortsteil befindet sich auch eine der drei Freiwillige Feuerwehren der Stadt Liezen (FF Pyhrn/Liezen).

## Lage
Durch den Stadtteil Pyhrn führt die Pyhrnpass Straße (B138), die über den Pyhrnpass bis nach Wels in Oberösterreich verläuft.

## Geschichte
Das früheste Schriftzeugnis ist von 1146 und lautet „Pirdine“. Der Name geht auf slowenisch brdo (Berg, Erhebung) zurück.
Die ehemalige selbständige Gemeinde wurde am 1. April 1942 auf Grunde eines Erlasses von Sigfried Uiberreither, dem Reichstatthalter des Gaues Steiermark, in Liezen eingemeindet.

## Kultur und Sehenswürdigkeiten
- Meilenstein Zu den drei Kaisern (Denkmalschutz, Listeneintrag)

## Freizeit
Im Lexgraben gibt es eine Rodelbahn, weiters gibt es im Pyhrn noch eine Langlaufloipe.